# Scottish First Division 1992/93
Die Scottish Football League First Division wurde 1992/93 zum 18. Mal als nur noch zweithöchste schottische Liga ausgetragen. Es war zudem die achtzehnte Austragung als zweithöchste Fußball-Spielklasse der Herren in Schottland unter dem Namen First Division. In der Saison 1992/93 traten 12 Klubs in insgesamt 44 Spieltagen gegeneinander an. Jedes Team spielte jeweils viermal gegen jedes andere Team. Bei Punktgleichheit zählte die Tordifferenz.
Die Meisterschaft gewann der FC Dundee, der sich damit gleichzeitig die Teilnahme an der Premier Division-Saison 1993/94 sicherte. Neben den Rovers stieg auch der Zweitplatzierte FC Kilmarnock auf. Absteigen in die Second Division mussten Meadowbank Thistle und der FC Cowdenbeath. Torschützenkönig mit 33 Treffern wurde Gordon Dalziel von den Raith Rovers.

## Statistiken

### Abschlusstabelle
| Pl. | Verein                   | Sp. | S  | U  | N  | Tore    | Diff. | Punkte |
| --- | ------------------------ | --- | -- | -- | -- | ------- | ----- | ------ |
| 1.  | Raith Rovers             | 44  | 25 | 15 | 4  | 085:410 | +44   | 65:23  |
| 2.  | FC Kilmarnock            | 44  | 21 | 12 | 11 | 067:400 | +27   | 54:34  |
| 3.  | Dunfermline Athletic (A) | 44  | 22 | 8  | 14 | 064:470 | +17   | 52:36  |
| 4.  | FC St. Mirren (A)        | 44  | 21 | 9  | 14 | 062:520 | +10   | 51:37  |
| 5.  | Hamilton Academical      | 44  | 19 | 12 | 13 | 065:450 | +20   | 50:38  |
| 6.  | Greenock Morton          | 44  | 19 | 10 | 15 | 065:560 | +9    | 48:40  |
| 7.  | Ayr United               | 44  | 14 | 18 | 12 | 049:440 | +5    | 46:42  |
| 8.  | FC Clydebank             | 44  | 16 | 13 | 15 | 071:660 | +5    | 45:43  |
| 9.  | FC Dumbarton (N)         | 44  | 15 | 7  | 22 | 056:710 | −15   | 37:51  |
| 10. | Stirling Albion          | 44  | 11 | 13 | 20 | 044:610 | −17   | 35:53  |
| 11. | Meadowbank Thistle       | 44  | 11 | 10 | 23 | 051:800 | −29   | 32:56  |
| 12. | FC Cowdenbeath (N)       | 44  | 3  | 7  | 34 | 033:109 | −76   | 13:75  |

Platzierungskriterien: 1. Punkte – 2. Tordifferenz – 3. geschossene Tore – 4. Direkter Vergleich (Punkte, Tordifferenz, geschossene Tore)
| Saison 1992/93 |

| Zum Saisonende 1991/92 |                                       |
| (A)                    | Absteiger aus der Premier Division    |
| (N)                    | Neuaufsteiger aus der Second Division |